# سفين ليندبرغ
سفين يندبرج (بالسويدية: Sven Lindberg)‏ (و. 1918 – 2006 م) هو مخرج سينمائي، وممثل، من السويد، ولد في ستوكهولم، توفي عن عمر يناهز 88 عاماً.

## جوائز
حصل على جوائز منها:
- ميدالية الآداب والفنون [الإنجليزية]‏ (1986)
- جائزة أوجين أونيل [الإنجليزية]‏.

## وصلات خارجية
- سفين ليندبرغ على موقع IMDb (الإنجليزية)
- سفين ليندبرغ على موقع ألو سيني (الفرنسية)
- سفين ليندبرغ على موقع ميوزك برينز (الإنجليزية)
- سفين ليندبرغ على موقع أول موفي (الإنجليزية)
- سفين ليندبرغ على موقع قاعدة بيانات الأفلام السويدية (السويدية)
- سفين ليندبرغ على موقع ديسكوغز (الإنجليزية)
- سفين ليندبرغ على موقع قاعدة بيانات الفيلم (الإنجليزية)
- سفين ليندبرغ على موقع كينوبويسك (الروسية)